# 속도선택기

A velocity selector

속도선택기(영어: velocity selector)는 물리학 등에서 질량 분석에 사용되는 도구로서, 전하를 띠는 물체의 속도를 재는 도구이다. 직교하는, 일정한 전기장과 자기장을 통과할 때 특정한 속도를 가진 물체만 곧게 날아가는 성질을 이용한 것이다.

## 이론
전기장{\displaystyle {\vec {E}}}가 걸려있을 때 전하 q를 가지는 물체가 받는 힘 {\displaystyle {\vec {F}}}은
{\displaystyle {\vec {F}}=q{\vec {E}}}
이다. 한편, 자기장 {\displaystyle {\vec {B}}}가 걸려있을 때, 전하 q를 가지는 물체가 {\displaystyle {\vec {v}}}의 속도로 움직이면 역시 힘을 받는다.
{\displaystyle {\vec {F}}=q{\vec {v}}\times {\vec {B}}}
힘을 받는 방향은 벡터곱 또는 오른손 법칙에 의해 주어진다. 힘의 크기만 생각한다면  {\displaystyle F=qvB}이다.
그림에서와 같이 전기장과 자기장이 직교하여, 전기장과 자기장이 크기는 같고 방향만 반대가 되도록 작용하면
{\displaystyle {\frac {E}{B}}=v}
가 된다. 따라서 이 속도를 가진 입자만이 입자의 작용하는 합력이 0이 되고, 다른 속도를 가진 물체는 휘게 된다. 따라서 물체가 원하는 속도로 날아가는 것만을 골라낼 수 있다.